# Pinet (Franciaország)
Pinet egy település Franciaországban, Hérault megyében. Lakosainak száma 2012 fő (2022. január 1.). Pinet Castelnau-de-Guers, Florensac és Pomérols községekkel határos.

## Népesség
A település népességének változása:
| Lakosok száma | 814  | 827  | 904  | 1205 | 1462 | 1548 | 1745 | 1906 | 1987 | 2012 |
|               | 1968 | 1982 | 1990 | 2006 | 2013 | 2015 | 2017 | 2019 | 2020 | 2022 |